# 平屋慢生活
《平屋慢生活》是日本漫畫家真造圭伍創作的漫畫作品，從2021年4月26日起在小學館旗下雜誌《Big Comic Spirits》連載。
2025年7月宣布將改編為電視劇及電視動畫。

## 創作
真造圭伍曾創作《森山中教習所》、《東京外星人兄弟》等漫畫作品，2020年4月，真造圭伍因為罹患癌症而住院接受治療，正在連載的《野貓與雜草》也暫停連載。在接受治療時，他發現平凡的生活十分可貴，因此創作了《平屋慢生活》。

## 劇情大綱
弘人抱著成為演員的夢想來到東京，但面對喜歡的演員便會怯場的他根本無法演戲，靠著打零工過著自由但欠缺目標的生活，並和獨居的老婆婆成為忘年之交。在老婆婆過世後，弘人繼承她在阿佐谷的房子，之後弘人的表妹小夏考上美術大學，抱著明確的目標來到東京，並和弘人同住。故事透過描述日常生活，反映對生活抱持不同態度的人們。

## 出版
| 卷數 | 小學館         | 小學館                 | 尖端出版       | 尖端出版              | 华文天下     | 华文天下               |
| 卷數 | 發售日期       | ISBN                   | 發售日期       | ISBN                  | 发售日期     | ISBN                   |
| ---- | -------------- | ---------------------- | -------------- | --------------------- | ------------ | ---------------------- |
| 1    | 2021年9月10日  | ISBN 978-4-09-861118-8 | 2023年2月1日   | ISBN 978-626-356006-2 | 2023年8月    | ISBN 978-7-5225-1660-8 |
| 2    | 2021年12月10日 | ISBN 978-4-09-861204-8 | 2023年2月1日   | ISBN 978-626-356007-9 | 2023年8月    | ISBN 978-7-5225-1661-5 |
| 3    | 2022年4月28日  | ISBN 978-4-09-861299-4 | 2023年6月2日   | ISBN 978-626-356591-3 | 2025年4月5日 | ISBN 978-7-5225-3528-9 |
| 4    | 2022年9月30日  | ISBN 978-4-09-861408-0 | 2023年12月15日 | ISBN 978-626-377446-9 | 2025年4月5日 | ISBN 978-7-5225-3526-5 |
| 5    | 2023年3月30日  | ISBN 978-4-09-861604-6 | 2024年4月12日  | ISBN 978-626-377741-5 |              |                        |
| 6    | 2023年8月30日  | ISBN 978-4-09-862522-2 | 2024年10月11日 | ISBN 978-626-403144-8 |              |                        |
| 7    | 2024年4月11日  | ISBN 978-4-09-862690-8 | 2025年5月15日  | ISBN 978-626-403808-9 |              |                        |
| 8    | 2024年11月28日 | ISBN 978-4-09-863106-3 |                |                       |              |                        |

## 迴響
《平屋慢生活》獲得東京新聞通信社TV Bros.「閃耀！兄弟漫畫獎2021」，入圍2022年漫畫大賞，名列2022年出版社漫畫編輯推薦漫畫第6名。此外它也受到多位漫畫家推薦，淺野一二O、松本大洋、和山やま、石黑正數、高松美咲、田島列島都為此撰寫了推薦語，而導演是枝裕和、搞笑團體阿佐谷姊妹也大力推薦該部漫畫。在2024年7月的日本博覽會獲頒金達摩獎最佳新漫畫獎和最佳生活片段漫畫獎。

## 電視劇
2025年7月22日宣布將於同年秋天在NHK綜合頻道「夜Drama」時段播出，由岡山天音主演。

### 登場人物
- 弘人（ヒロト）：岡山天音（日语：岡山天音）
- 小林夏美（小林なつみ）：森七菜[22]
- 蓬希（よもぎ）：吉岡里帆[22]

### 製作團隊
- 原作：真造圭伍《平屋慢生活》
- 劇本：米內山陽子
- 導演：松本佳奈、川和田惠真、高土浩二
- 制作統籌：坂部康二、熊野律時
- 製作人：大塚安希

## 電視動畫
2025年7月宣布本作動畫化的消息。

### 製作人員
- 動畫製作：Production +h.

## 外部連結
- 漫畫官方網站｜小學館（日語）
- 漫畫的X（前Twitter）（日語）